# Cal Suau (Guissona)
Cal Suau és un habitatge a la vila de Guissona (Segarra) catalogat a l'Inventari del Patrimoni Arquitectònic de Catalunya. Edifici de tres plantes amb terrat que es troba al C/ Notari Roca Sastre, fent cantonada amb el C/ Sant Sebastià. Construït amb grans carreus regulars de pedra. A la planta baixa observem tres portes rectangulars amb llinda, dues més grans als laterals i una més petita al centre. La primera planta presenta tres balcons amb baranes de forja, els dos laterals amb portes rectangulars i una motllura llisa de pedra, i el central amb una doble obertura d'arc de mig punt amb motllura de pedra. Una línia d'imposta divideix el cos superior de l'edifici, on trobem tres petites finestres rectangulars envoltades per una motllura de pedra llisa, i damunt d'aquestes una balustrada de pedra amb un frontó ondulat al centre. La façana del C/ Sant Sebastià és molt senzilla i presenta una porta petita amb llinda a la planta baixa, tres finestres rectangulars amb motllura i ampit a la primera planta, i una única finestra al segon pis.